# Telde
Telde is een plaats en gemeente in de Spaanse provincie Las Palmas in de regio Canarische Eilanden met een oppervlakte van 100 km². Telde telt 102.164 inwoners (1 januari 2016). De gemeente ligt op het eiland Gran Canaria. Behalve de gelijknamige plaats liggen in de gemeente nog een aantal andere dorpskernen.
De plaats Telde bestaat uit een oude dorpskern die is ontstaan uit de wijk San Juan, met onder andere de eenvoudige kerk Iglesia de San Juan Bautista (Johannes de Doper). De stad is uitgebreid met een aantal moderne(re) wijken. Langs de snelweg GC-1 bevinden zich bij Telde een tweetal grote winkelcentra met vestigingen van onder andere grote internationale kledingwinkels.

## Afbeeldingen

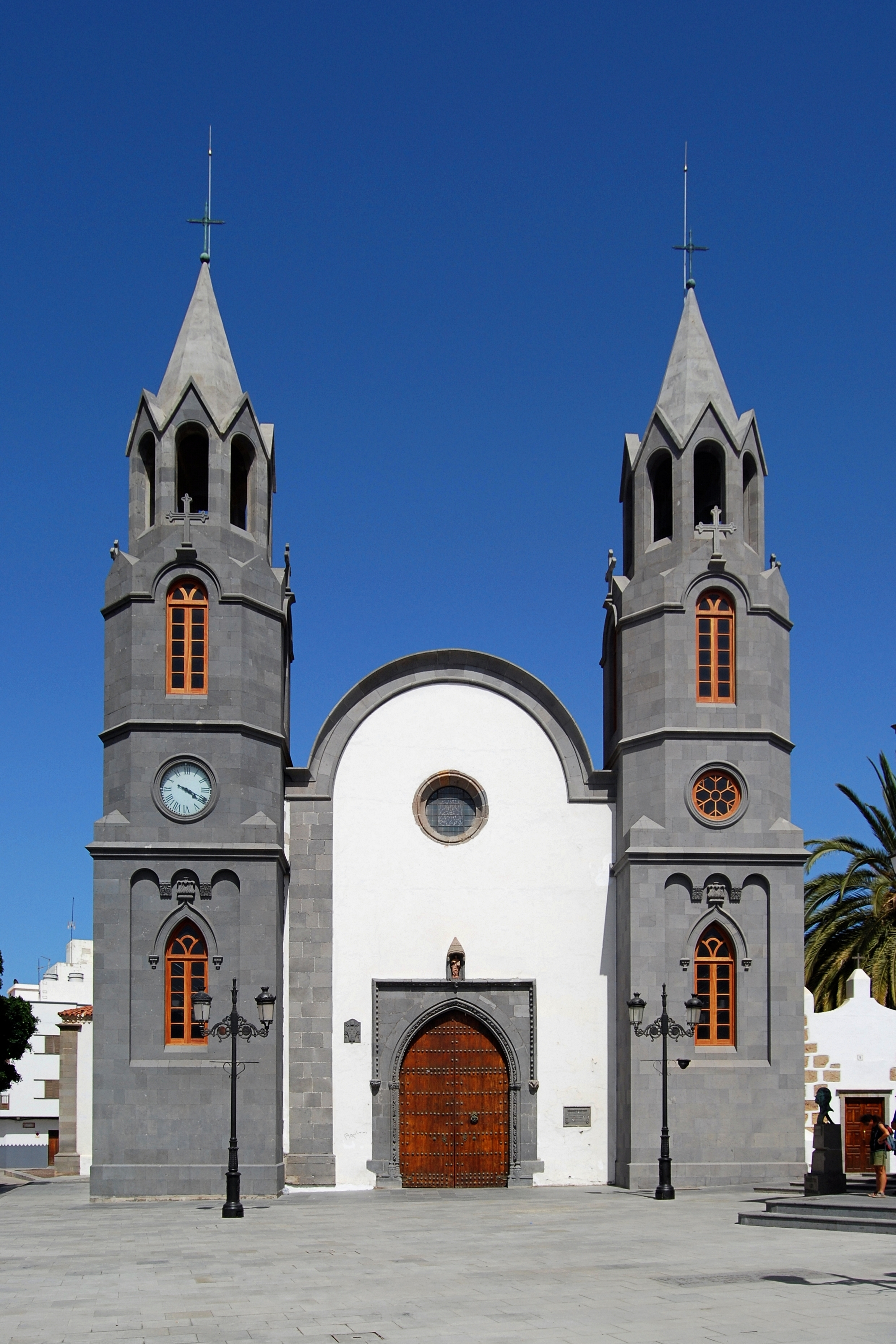
Iglesia de San Juan Bautista
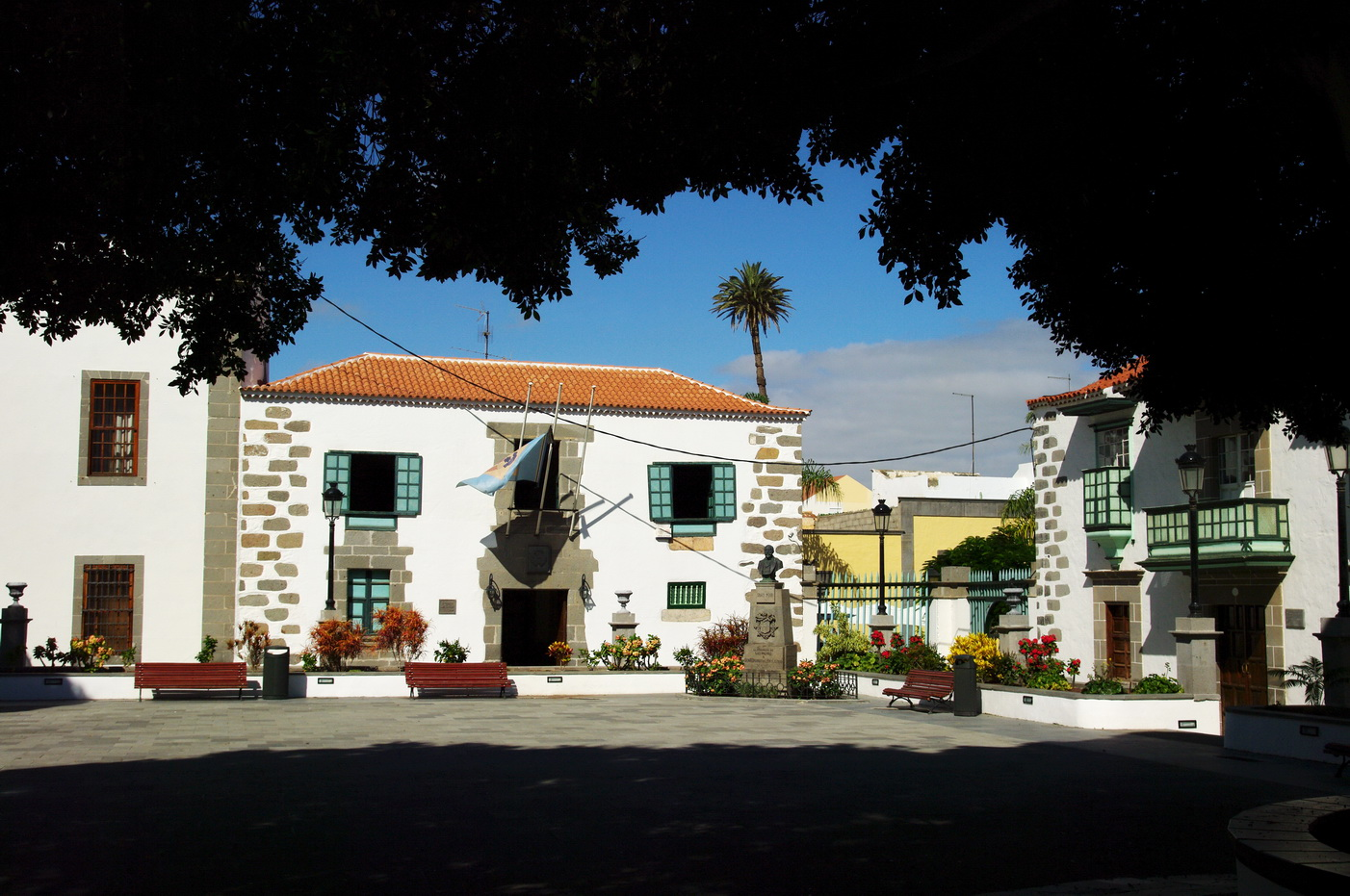
Plaza San Juan

## Demografische ontwikkeling
Bron: INE; 1857-2011: volkstellingen
Opm: Bevolkingscijfers in duizendtallen

## Geboren in Telde
- Roque Mesa (7 juni 1989), voetballer

Hoofdstad: Las Palmas de Gran Canaria

Gemeenten / gemeentelijke hoofdsteden: Agaete · Agüimes · Artenara · Arucas · Firgas · Gáldar · Ingenio · La Aldea de San Nicolás · Mogán · Moya · San Bartolomé de Tirajana · Santa Brígida · Santa Lucía de Tirajana · Santa María de Guía de Gran Canaria · Tejeda · Telde · Teror · Valleseco · Valsequillo de Gran Canaria · Vega de San Mateo

Overige plaatsen: Arguineguín · Fataga · Maspalomas · Playa del Inglés · Puerto de las Nieves · Puerto de Mogán · Puerto Rico · San Agustín